# Equipo de Copa Davis de Georgia
El Equipo de Copa Davis de Georgia es el representativo de ese país en la máxima competición internacional masculina de tenis por países. Su organización depende la Federación de Tenis de Georgia.

## Historia
Antes de participar como nación independiente, los jugadores georgianos competían por el Equipo de Copa Davis de la Unión Soviética, como es el caso de Alex Metreveli, quien compitió en el certamen entre 1963 y 1980.
Uno de los mejores resultados históricos de Georgia fue el haber alcanzado el grupo I de la zona Europa/África, en 2008. También, en la edición 2024 alcanzaron los play-offs del Grupo Mundial I 2025, esto tras derrotar a México por 3-2 en septiembre de 2024.

## Última convocatoria (2024)
- Saba Purtseladze
- Aleksandre Bakshi
- Zura Tkemaladze
- Aleksandre Metreveli